# 羅基芒特鎮區 (北卡羅萊納州納什縣)
羅基芒特鎮區（英語：Rocky Mount Township）是位於美國北卡羅萊納州納什縣的一個鎮區。

## 地方資料
羅基芒特鎮區的面積為61.90平方千米，皆為陸地。根據2020年美國人口普查的數據，當地共有人口15954人，而人口密度為每平方千米257.74人。